# Eleusis (ciutat)
Eleusis (en grec antic Ἐλευσίς) era una ciutat de l'Àtica situada en una altura a poca distància del mar, enfront de l'illa de Salamina. Es trobava en una plana (la plana Eleusínia o Triàsia), creuada pel riu Cefís. La seva situació tenia avantatges naturals: es trobava a la via que anava d'Atenes a l'istme de Corint, seguit tot el golf Sarònic, la seva plana era molt fèrtil i es trobava en una badia on tenia per tres costats el territori de l'Àtica i al front l'illa de Salamina.
La ciutat era molt antiga i derivaria el seu nom del suposat adveniment (ἔλευσις "eleusis") de Demèter, o de l'heroi epònim Eleusis, segons diu Pausànies.
Era una de les dotze ciutats independents en què es va dividir originàriament l'Àtica. Tucídides diu que durant el regnat d'Eumolp a Eleusis i d'Erecteu a Atenes es va declarar una guerra entre els dos regnes, on els atenencs van resultar vencedors. Eleusis es va veure obligada a reconèixer la supremacia d'Atenes, en tots els temes, excepte en la celebració dels Misteris, dels que en van seguir portant la direcció i organització. Més endavant Eleusis es va convertir en un demos d'Àtica, però donat el seu caràcter sagrat se li va permetre de conservar el títol de polis (πόλις) i encunyar les seves pròpies monedes, privilegi que no posseïa cap altra ciutat de l'Àtica.
La història d'Eleusis va lligada a la història d'Atenes. Un cop a l'any, per la celebració dels Misteris, una gran processó sortia d'Atenes pel Camí Sagrat fins a Eleusis, al temple de Demèter. Aquest temple va ser cremat per l'exèrcit persa de Xerxes I l'any 484 aC, i no va ser fins en temps de Pèricles que se'n va intentar la reconstrucció. Enderrocats els Trenta Tirans d'Atenes després de la Guerra del Peloponès, es van retirar a Eleusis que prèviament havien assegurat, però no van poder resistir gaire temps, segons Xenofont.
Sota els romans, els Misteris es van fer famosos i es van posar de moda entre l'aristocràcia, i la ciutat va prosperar. El progrés es va trencar quan, l'any 396, el visigot Alaric I va destruir la ciutat i els temples i ja no es van tornar a reconstruir. Eleusis va desaparèixer de la història. Quan un viatger la va visitar al 1676 el territori estava completament abandonat. El lloc es va repoblar al segle xviii i és l'actual ciutat de Λεφῖνα ("Lefina").
Eleusis estava construïda sobre un petit turó rocós paral·lel al mar, i l'extrem oriental del turó es va anivellar artificialment per a construir el Temple a Demèter i el Telesterion i altres edificis sagrats. Per damunt del turó hi ha l'acròpoli. La ciutat ocupava un triangle d'uns cinc-cents metres de costat entre el turó i la riba. A la banda oriental la muralla de la ciutat discorria sobre un terraplè artificial que salvava un paratge pantanós. Aquest mur, segons l'arquitectura militar grega, s'endinsava fins al mar i constituïa una protecció pel port.
Pausànies fa una breu descripció del que va veure a l'antiga Eleusis al segle ii. Diu que hi havia un temple de Triptòlem, un altre d'Àrtemis Propilea i un tercer de Posidó pare. Un pou anomenat Cal·lícoron on les dones eleusines van instituir un ball i van cantar en honor de la deessa abans que s'instauressin els Misteris. Es deia que a la plana es va plantar per primera vegada el blat i se'n va obtenir la primera collita. El blat d'Eleusis s'utilitzava després per fer els pastissos dels sacrificis. Les coses que hi havia dins del temple de Demèter i del Telesterion Pausànies diu que no les pot explicar perquè un somni li ho va prohibir.
Alguns dels monuments destacats d'Eleusis:
- Telesterion o Hierum de Demeter (el temple més gran de Grècia)
- Acròpoli (al mont Cerata)
- Muralles
- Temple de Triptòlem
- Temple d'Artemis Propilea
- Temple de Posidó pare
- Calikòrion
- Plana de Rharia
- Port